# Eviota bimaculata
Eviota bimaculata är en fiskart som beskrevs av Lachner och Karnella, 1980. Eviota bimaculata ingår i släktet Eviota och familjen smörbultsfiskar. Inga underarter finns listade i Catalogue of Life.